# نمسوفيل
نمسوفيل هي عشق وحب وتقدير للنمسا وثقافتها ومجتمعتها وتطورها من قبل فرد غير نمساوي.